# Tūdār-e Mollā
Tūdār-e Mollā (persiska: توتدارِ مُلّا, تودار ملّا) är en ort i Iran.   Den ligger i provinsen Kurdistan, i den nordvästra delen av landet, 400 km väster om huvudstaden Teheran. Tūdār-e Mollā ligger 1 880 meter över havet och antalet invånare är 649.
Terrängen runt Tūdār-e Mollā är kuperad. Runt Tūdār-e Mollā är det ganska tätbefolkat, med 222 invånare per kvadratkilometer. Närmaste större samhälle är Sanandaj, 19,0 km sydost om Tūdār-e Mollā. Trakten runt Tūdār-e Mollā består i huvudsak av gräsmarker.